# Scacchia ludus
Scacchia ludus, que en latín significa el juego del ajedrez, es un poema de 658 versos escrito por Marco Girolamo Vida alrededor de 1513, publicado en 1525 de forma anónima y dos años después en una edición autorizada.
El contenido del poema es una mítica partida de ajedrez disputada entre Apolo y Mercurio y arbitrada por Júpiter en presencia de los otros dioses del Olimpo. El juego se caracteriza por movimientos intelectuales, pero también por trucos y ayudas externas a los contendientes, y concluye con la victoria de Mercurio en un final de rey y dama contra rey que termina con un jaque mate. Después de la victoria, Mercurio regala el tablero a la ninfa Scacchide para seducirla y le enseña las reglas del juego, cuyo nombre (scacchia en italiano) deriva según el autor del de la citada ninfa.
La nomenclatura de las piezas es distinta de la habitual: en la edición de 1527 el alfil, en lugar del clásico alfinius se convierte en sagittifer (arquero), mientras que la torre se convierte en elephas (elefante) en lugar de rochus; en la edición precedente se habían empleado en su lugar los términos centauro y cíclope. La dama es llamada a veces amazona y además la ventaja de salida se decide por sorteo.
El poema logró un gran éxito, siendo publicado en más de trescientas ediciones bien en latín o bien traducido a los principales idiomas europeos, entre ellos al español por Ángel Gallifa, siendo publicado en 1858. El texto pretende destacar las elevadas cualidades morales del ajedrez, en contraposición con otros juegos de la época, como las cartas y los dados.